# Pawicowate
Pawicowate (Saturniidae) – rodzina motyli obejmująca około 1300–1500 gatunków, głównie tropikalnych. Do fauny Polski zalicza się tylko cztery gatunki – lotnica zyska, pawica gruszówka (której obserwacje bywają podważane), pawica grabówka i Saturnia pavoniella.

## Charakterystyka
Rodzina pawicowatych obejmuje motyle średnich jak i dużych rozmiarów. Są wśród nich ćmy olbrzymy o rozpiętości skrzydeł przekraczającej 250 mm. Rozpiętość skrzydeł największych okazów Attacus atlas sięga 30 cm. U  większości gatunków na skrzydłach występują charakterystyczne wzory pawich oczek lub mają bezłuskowe okienka. Niektóre gatunki posiadają długie ogony na tylnych skrzydłach. Imago mają aparat gębowy silnie uwsteczniony i nie pobierają pokarmu, owad nie zużywa więc energii na wyszukiwanie pokarmu. Długość życia zależy od ilości zapasów tłuszczowych nagromadzonych w ciele w okresie życia larwalnego. Dymorfizm płciowy między samcem a samicą jest silnie zaznaczony. Samce posiadają  mocno grzebieniaste czułki, dzięki którym w sprzyjających warunkach pogodowych wychwycają pojedyncze molekuły feromonu płciowego wydzielane przez wabiącą samicę z odległości kilku kilometrów. Gąsienice przędą kokony o różnej strukturze i kształtach od podłużnych jajowatych, gruszkowatych po prześwitujące siatkowate. Gąsienice niektórych gatunków są wykorzystywane do produkcji jedwabiu, oprzędy tych gatunków służą jako surowiec do produkcji nici jedwabnych.

## Wybrane taksony
- Actias luna(inne języki)
- Aglia tau – lotnica zyska
- Antheraea pernyi – jedwabnik dębowy (jedwabnik chiński)
- Antheraea yamamai – japoński jedwabnik dębowy(inne języki)
- Attacus atlas – pawica atlas
- Automeris io(inne języki)
- Callosamia promethea(inne języki)
- Citheronia regalis(inne języki)
- Eacles imperialis(inne języki)
- Rhodinia
- Saturnia pavonia – pawica grabówka
- Saturnia pyri – pawica gruszówka

## Inne
Rodzaj Antheraea obejmuje 40 znanych gatunków zamieszkujących wschodnią część Palearktyki i Krainę orientalną. Cztery endemiczne gatunki występują w Ameryce Północnej, do Europy  zostały przywiezione z Chin i Japonii dwa gatunki Antheraea yamamai, Antheraea pernyi, które się zaaklimatyzowały. Są gatunkami motyli egzotycznych stosunkowo łatwymi w hodowli.